# سیارک ۱۴۱۴۹۶
سیارک ۱۴۱۴۹۶ (به انگلیسی: 141496 Bartkevicius، نامگذاری:2002ED13) صد و چهل و یک هزار و چهارصد و نود و ششمین سیارک کشف شده‌است که در ۱۵ مارس ۲۰۰۲ کشف شد.